# Oscar Albrieu
Oscar Edmundo Nicolás Albrieu (Chilecito, provincia de La Rioja, 1 de marzo de 1915 - Buenos Aires, 9 de septiembre de 1992) fue un abogado y político argentino, que ejerció como diputado nacional y como ministro del Interior de la Nación durante las segunda presidencia de Juan Domingo Perón.

## Biografía
A los 21 años, cuando cursaba la carrera de abogacía en Córdoba ingresó, junto con otros jóvenes radicales a la administración pública de dicha provincia durante la gobernación de Amadeo Sabattini y luego pasó al Departamento de Trabajo. Los años de joven afiliado a la Unión Cívica Radical se corresponden, pues, con la militancia universitaria, la participación en las huestes de Sabattini y esta primera experiencia laboral. Se recibió de abogado en la Universidad Nacional de Córdoba; fue asesor legal en el Departamento Provincial del Trabajo de la Provincia de Córdoba, secretario de Trabajo y Previsión social de la Provincia de La Rioja hasta 1946.
Fue elegido diputado nacional por la provincia de La Rioja por la Unión Cívica Radical Junta Renovadora, luego unida al Partido Peronista, en 1946 y 1947. Volvió a ser elegido diputado nacional en 1952; durante su gestión fue presidente de la Comisión de Asuntos Constitucionales, de la de Revisión de decretos de leyes y la comisión redactora del Segundo Plan Quinquenal.
También fue secretario del primer Consejo Superior del Partido Único de la Revolución Nacional, después llamado Partido Peronista. En 1947 fundó el diario El Velazco en la capital riojana, y en 1953 fue delegado ante el Congreso Interamericano de Jurisconsultos celebrado en Buenos Aires en 1953.
Renunció en julio de 1955 para asumir como Ministro del Interior. a intentando resolver los conflictos suscitados con la Iglesia Católica y los partidos opositores; la intransigencia de ambos bandos hizo imposible el éxito de su gestión.
Al producirse el golpe de Estado de 1955 se instaló en el poder la dictadura autodenominada Revolución Libertadora en septiembre de ese mismo año. Durante la dictadura de Pedro Eugenio Aramburu fueron detenidos varios dirigentes políticos y sindicales peronistas, entre ellos Albrieu. Junto con John William Cooke, Alejandro Leloir, Héctor J. Cámpora, Guillermo Patricio Kelly, Jorge Antonio, Ramón Cereijo y Alfredo Gómez Morales, Albrieu fue confinado en Río Gallegos. Tres meses más tarde, y tras sufrir torturas, casi todos ellos se fugaron a Chile.
Fue arrestado nuevamente  y tras un simulacro de juicio, trasladado a la cárcel de Ushuaia, donde permaneció dos años. Abrieu contaría que en Ushuaia la temperatura llegaba a 40 grados bajo cero, pero los guardiacárceles no encendían las estufas para los prisioneros, que dormían en colchonetas tiradas en el suelo. Recobró la libertad en noviembre de 1957, sin haber podido despedir a su madre, fallecida durante su cautiverio. Se unió a la Resistencia peronista, dirigiendo la estrategia política del recién fundado Partido Justicialista; por orden de Perón fue nombrado miembro del Consejo Coordinador y Supervisor del partido.
Alejado de los primeros planos políticos, fundó en 1970 el periódico político Puerta de Hierro, en que se identificaba como verticalista, y colaboró con el obispo Enrique Angelelli. Su última actuación pública fue en 1986, formando parte del Consejo para la Consolidación de la Democracia.
Falleció en la ciudad de Buenos Aires en 1992.
Su hijo mayor Oscar, ha sido juez, diputado nacional y secretario de la Gobernación en la provincia de Río Negro durante el período 1973-1976, y Ministro de Seguridad en el año 2014. Su hijo Edgardo Juan ha sido convencional constituyente de la provincia de Río Negro en el año 1988, Camarista Laboral y Civil, presidente del Colegio de Magistrados de la provincia de Río Negro en cuatro periodos y presidente de la Federación Argentina de la Magistratura (F.A.M.) en dos períodos. Su hijo Luis Horacio es intendente de la ciudad de Villa Regina en la provincia de Río Negro durante dos períodos.